# エウアゴラス

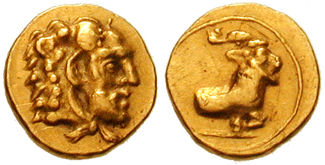
1/10スタテル貨（紀元前411年 - 紀元前374年） 0.71 g、SNG Copenhagen 733597

エウアゴラス（古希: Εὐαγόρας, Evagoras, ? - 紀元前374年）は、古代ギリシアのキプロス島の都市サラミスの王（在位：紀元前410年 - 紀元前374年）。サラミス王を継いだニコクレスの父であり、自らをテラモーンの子で大アイアースの異母兄弟にあたるテウクロス（トロイア戦争におけるアカイア人の英雄）の子孫であると称し、先祖代々長くサラミスの統治者であったとしていたが、その真偽は判然としない。一時期は、キュプロスの大部分に加え、小アジアの一部まで支配圏を広げたが、アケメネス朝ペルシア帝国のキュプロス侵攻によって支配領域を失い、最終的にはサラミス王に封じられた。

## 生涯
エウアゴラスの少年期にサラミスはフェニキアの支配下に入り、エウアゴラスも亡命生活を送った。キリキアに留まるうちに、ソロイ (Soli) でエウアゴラスは50人ほどの支持者を集め、王位の奪取を目指して紀元前410年に密かにサラミスに戻った。王座に就いたエウアゴラスは、ギリシアからの技術を導入し、商港の整備とともに、軍事力の増強に力を注いだ。最終的にアケメネス朝ペルシア帝国が、キュプロスの再征服に乗り出してくることを見越し、エウアゴラスはアテナイ人たちとの友好関係を広げ、紀元前405年にコノンがアイゴスポタモイの海戦に敗北してアテナイを追われた際には、亡命を受け入れた。一時期には、ペルシア帝国のアルタクセルクセス2世と友好的な関係を結び、反スパルタで協力していたアテナイへのアルタクセルクセス2世からの支援を保障した。紀元前394年のクニドスの海戦 (Battle of Cnidus) に持てる戦力の大部分を動員して参戦し、その甲斐あってスパルタ艦隊を敗北させることができたため、その功績を讃えてアテナイは、ケラメイコスのゼウス像の傍らに、コノンの像と並べてエウアゴラスの像を建立した。しかし、エウアゴラスとペルシアの関係は、やがて緊張したものとなっていった。紀元前391年以降は、事実上の戦争状態が続いた。アテナイとエジプト王ハコルの支援を受けたエウアゴラスは、キュプロスの大部分に支配圏を広げ、対岸の小アジアでもテュロスなどのフェニキアの数都市を押さえ、さらにキリキア人たちにペルシアへの反乱を促した。
エウアゴラスが同意を拒んだ、紀元前387年のアンタルキダスの和約によって、アテナイはキュプロスへのペルシアの領主権を認め、エウアゴラスへの支援を引き揚げた。その後のエウアゴラスは、同じようにペルシアの圧力を受けていたエジプトからの助力は時おりあったものの、ほとんど単独で、ペルシアと敵対し続けた。紀元前381年には、将軍ティリバゾス (Tiribazus) とオロンテス (Orontes) に率いられたペルシア軍が、エウアゴラスが動員できた兵力よりも遥かに大きな軍勢で、遂にキュプロスに侵攻した。これに対して、エウアゴラスはペルシア軍の補給路を何とか断ち、食料不足に陥ったペルシア軍は反乱を起こした。しかし、エウアゴラスの艦隊がキティオンの海戦 (the Battle of Citium)（キティオンは現在のラルナカ）で壊滅すると、戦況はペルシア有利に傾き、エウアゴラスはサラミス (Salamis) に逃れることを余儀なくされた。そこで、周囲を封鎖されながらも、エウアゴラスは辛うじて体勢を立て直し、ペルシアの2将軍の諍いにつけ込み、紀元前376年に講和に持ち込んだ。この条約では、エウアゴラスは名目上はサラミス王位を保つものの、実質的にはペルシア王の臣下となり、毎年の貢物を納めるという条件で講和を結んだ。エウアゴラス最晩年の治世についてはよく分かっていない。エウアゴラスは紀元前374年に、個人的な復讐で、とある宦官に暗殺された。王位は、息子のニコクレスが継承した。
エウアゴラスの子ニコクレスの依頼によって、イソクラテスは「キュプロス演説」のひとつとして「エウアゴラス」を執筆した。この演説（パネギュリコス、panegyric、オリュンピア大祭の演説）において、エウアゴラスは、ギリシア的洗練と文明を涵養し、国家と臣下の繁栄を追究した模範的君主として賞賛された。イソクラテスは、多数の人々がギリシアからキュプロスへ移住したのは、エウアゴラスの高貴な統治があったからだったと述べた。シケリアのディオドロス『神代地誌』14.115, 15.2-9、クセノポン『ギリシア史（ヘレニカ）』4.8 など、同時代の他の記録に見えるエウアゴラスについての記述は、それほど賞賛に傾いてはいない。
当時のキュプロス人はギリシア人であり、その言語はアルカディア＝キュプロス方言 (en:Arcadocypriot Greek) と称される古代ギリシア語の方言であったが、書記にはキプロス音節文字 (Cypriot syllabary) と称される、より古く複雑な音節文字が用いられていた。エウアゴラスは、キプロス音節文字に代えてギリシア文字をキュプロスに導入した先駆者とされている。

## 系譜
エウアゴラスにはプニュタゴラス (Pnytagoras) という名の息子がおり、対ペルシア戦争で活躍したとか、父と同じ女性と情を通じたといった記述が残されているが、王位を継いだのは別の息子ニコクレスであった。
エウアゴラスがフェニキア人支配を打倒して打ち立てた王朝は、曾孫の世代まで5代続いた。
1. エウアゴラス（エウアゴラス1世）：紀元前411年即位
2. ニコクレス：エウアゴラスの息子、紀元前374年ころ即位
3. エウアゴラス2世：ニコクレスの息子とも弟とも、紀元前360年ころ即位
4. プニュタゴラス (Πνυταγόρας、Pnytagoras)：エウアゴラス1世の子プニュタゴラスの同名の息子、紀元前351年即位
5. ニコクレオン (Νικοκρέων、Nikokreon)：プニュタゴラスの息子、紀元前332年ころ即位

この王朝は、エジプトにプトレマイオス朝を開いたプトレマイオス1世の兄弟メネラオス (Μενέλαος、Menelaos) によって紀元前310年に滅ぼされた。